# (32036) 2000 JP19
2000 JP19 (asteroide 32036) é um asteroide da cintura principal. Possui uma excentricidade de 0.23011270 e uma inclinação de 22.69854º.
Este asteroide foi descoberto no dia 4 de maio de 2000 por LINEAR em Socorro.